# Lexington, Ohio
Lexington là một làng thuộc quận Richland, tiểu bang Ohio, Hoa Kỳ. Năm 2010, dân số của làng này là 4822 người.

## Dân số
- Dân số năm 2000: 4165 người.
- Dân số năm 2010: 4822 người.